# Jollas
Jollas (Jollas även på finska) är en stadsdel i Degerö distrikt i Helsingfors stad. 
Jollas är ett egnahemshusområde med gamla villor. Sedan 1980-talet har området byggts tätare. Jollas historia börjar med en herrgård från år 1798. Den nuvarande huvudbyggnaden är från år 1919 och ligger i en herrgårdspark. Under tiden 1943–1944 var Jollas uppsamlingsplats för de ester som flydde undan arbetsplikt och militärtjänst i det tyskockuperade Estland.